# Jakob Meyer zum Hasen

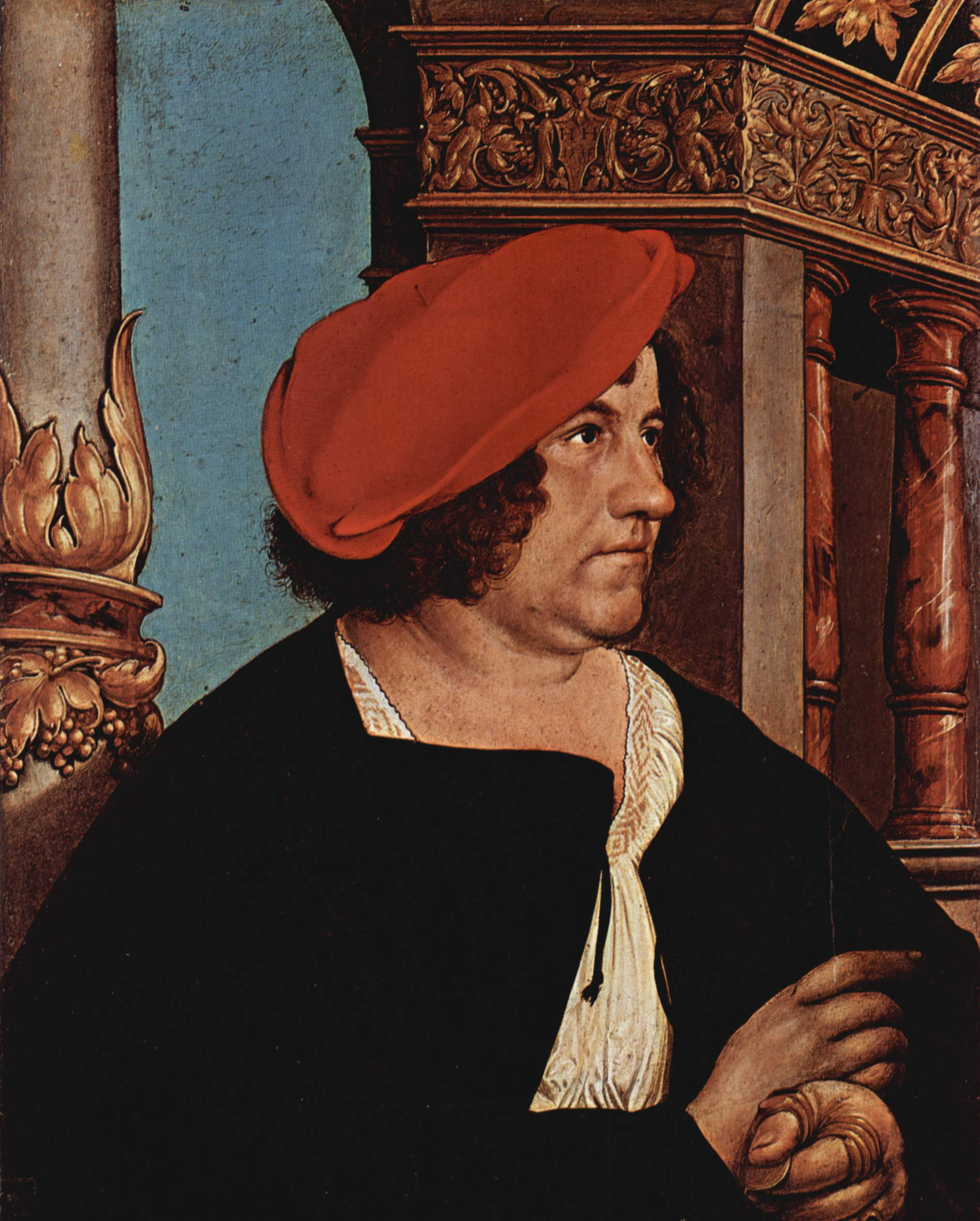
Jakob Meyer zum Hasen, 1516, Gemälde von Hans Holbein d. J., linke Tafel eines Doppelbildnisses mit Dorothea Kannengiesser, Meyers zweiter Ehefrau. Öl auf Lindenholz, jede Tafel 38,5 × 31 cm, Kunstmuseum Basel, Inv. Nr. 312

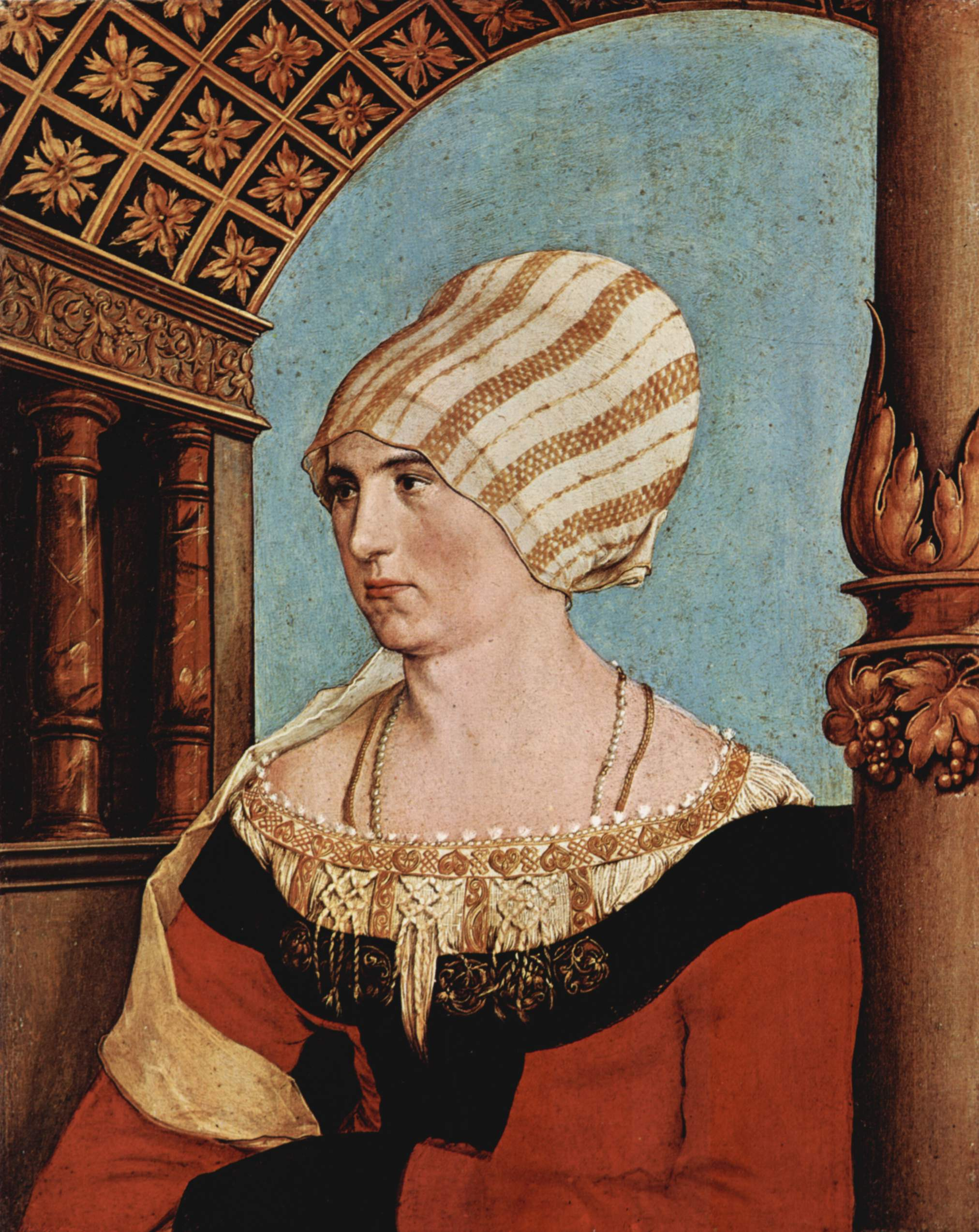
Dorothea Kannengiesser, Meyers zweite Ehefrau, 1516, Gemälde von Hans Holbein d. J., rechte Tafel des Doppelbildnisses mit Jakob Meyer.

Jakob Meyer zum Hasen (* 1482 in Basel; † 1531 ebenda) war von 1516 bis 1521 Bürgermeister der Stadt Basel. Von Beruf Geldwechsler, war er der erste Basler Bürgermeister, der weder dem Adel noch einer Achtburgerfamilie, sondern einer Zunft angehörte. Über sein Leben ist nur wenig bekannt, es fehlt «selbst eine bescheidene Biographie» (Nikolaus Meier). Sein Name ist heute vor allem wegen seiner Rolle als Auftraggeber der Darmstädter Madonna von Hans Holbein dem Jüngeren ein Begriff.

## Leben

### Beruf und Familie
Jakob Meyer zum Hasen wurde 1482 in Basel geboren. Seine Eltern waren der Krämer Jakob Meyer und Anna Galizian, die aus einer Papiermacherfamilie (siehe Basler Papiermühle) stammte. Meyer war Geldwechsler von Beruf und gehörte seit 1503 der Zunft zu Hausgenossen an. Diese stand als sogenannte Herrenzunft zwischen den patrizischen Achtburgern und den Handwerkerzünften, in ihr waren seit dem 13. Jahrhundert Goldschmiede, Silberhändler und Geldwechsler organisiert. Wegen ihrer engen Verbindung mit dem Basler Bischof galten sie als dessen «Hausgenossen». Seit 1382 waren sie im Rat mit einem eigenen Zunftmeister vertreten. Meyer war dort von 1510 bis 1515 Meister. Daneben gehörte er seit 1503 auch der Zunft der Weinleute und ab 1504 der Schlüsselzunft an, beides ebenfalls Herrenzünfte. Seine zunächst eher bescheidene Wechselstube befand sich im Haus zum Hasen am Marktplatz neben dem Rathaus und enthielt «der wechseltrog, das schrybzùg und ein trog». Der Namenszusatz «zum Hasen» leitet sich wohl vom Haus zum Hasen her. Ob es sich dabei, wie bei solchen Geschlechternamen üblich, um den angestammten Sitz des alten Bürgergeschlechtes zum Hasen handelte und ob Meyer diesem angehörte, erscheint fraglich, da sein Vater diesen Zusatz nicht gebrauchte und gerade Meyers nicht-patrizische Herkunft betont wird. Vermutlich nannte er sich schlicht aus Gründen der Unterscheidbarkeit des Namens nach dem Gebäude.
1508 erwarb Meyer zusätzlich zu seinem Stadthaus zu einem Preis von 350 Rheinischen Gulden das ausserhalb der Stadt gelegene Gundeldinger Schloss, dazu gehörten «wygerhuse, gesess, schüren und hoffstatt, gärten, reben, ackern, matten, rütinen, holz und velde, weg und stege mit allem byfang begriffen, ehafften rechten und zugehörungen, genannt Groß Gundeldingen […] mit sampt dem vyhe, küe, ross, wagen, schiff und geschirre darzu gehörig und etlichen hausrat und federwat darinn.» Das Weiherschlösschen gehörte zu einer Reihe von vier Schlösschen, die als herrschaftliche Landsitze im 14. und 15. Jahrhundert in Gundeldingen entstanden waren. Heute ist noch eines der Schlösschen erhalten, vermutlich war dies jedoch nicht das von Meyer bewohnte.
In erster Ehe war Jakob Meyer zum Hasen mit Magdalena Bär, der Tochter des Zunftmeisters und Ratsherrn Hans Bär (* um 1440; † 1502) und Schwester des legendären Bannerherrn Hans Bär († 1515) verheiratet. Sie war zuvor schon mit zwei gesellschaftlich hochstehenden Baslern verheiratet. Durch ihre Verbindungen ermöglichte sie Meyer den Zugang zu den wirtschaftlich einflussreichen Personen der Stadt. Meyer verband sich mit Hans Gallizian zu einer Handelsgesellschaft, betätigte sich als Verleger für den Erzbischof von Besançon und spekulierte mit Immobilien. Magdalena starb 1511 und wurde in der Basler Martinskirche beigesetzt. 1513 heiratete er Dorothea Kannengiesser. Im selben Jahr kam die gemeinsame Tochter Anna zur Welt.

### Vermittler eidgenössischer Söldner
Von 1507 bis 1515 nahm Meyer an den Feldzügen Kaiser Maximilians I. im französisch besetzten Oberitalien teil. Meyer erlebte 1507 als Fähnrich auf französischer Seite die Einnahme von Genua, 1510 zog er als Hauptmann auf Seiten des Papstes gegen den Herzog von Ferrara. 1512 war er diplomatischer Unterhändler auf kaiserlicher Seite gegen die Franzosen.
Seit den 1480er Jahren hatte sich in der Schweiz ein System von «Pensionszahlungen» entwickelt, innerhalb dessen auswärtige Auftraggeber wie das Haus Österreich, Frankreich, Mailand, Venedig, Savoyen oder der Papst hohe Summen für die Vermittlung schweizerischer Söldner bezahlten. Offiziell gingen diese Gelder an öffentliche Kassen, daneben bedachten die kriegsführenden Parteien aber auch einflussreiche Amtsträger. Unter Meyers Ägide nahm die Stadt Basel die ersten auswärtigen Pensionszahlungen an. Darunter befanden sich eine Pension von 1000 Gulden in Gold beim Abschluss eines Bündnisses mit Papst Julius II. im Jahr 1510 und eine jährlich zu zahlende Pension von 200 Gulden anlässlich der Erbeinigung mit Maximilian I. von 1511. Weitere regelmässige Zahlungen trafen ab 1512 aus Savoyen und Mailand ein.
Meyer hatte im Januar 1512 an der Inthronisation des Mailänder Herzogs Massimiliano Sforza teilgenommen und eine auf den 23. Juli 1512 vorausdatierte Urkunde erhalten, die ihm für seine Verdienste bei der Rückeroberung des Herzogtums eine jährliche Pension von 100 rheinischen Gulden garantierte. Im März 1512 beantragte er deshalb im Rat, ihm sowie «ettlich namhaft personen dieses Rats», die allerdings nicht genannt wurden, diese private Pension zu genehmigen. Der Rat lehnte den Antrag ab, beschloss aber im folgenden Jahr, Meyer für seine Verdienste künftig jährlich einen Anteil von 500 Dukaten aus der Mailänder Pension zu zahlen. Als aber kurz darauf die Nachricht von bewaffneten Aufständen gegen Pensionsherren in anderen Schweizer Städten eintraf, verzichtete Meyer förmlich auf die Zahlungen. Ab Juni 1515 zahlte der Rat die Pension jedoch stillschweigend weiter aus.

### Erster zünftiger Bürgermeister

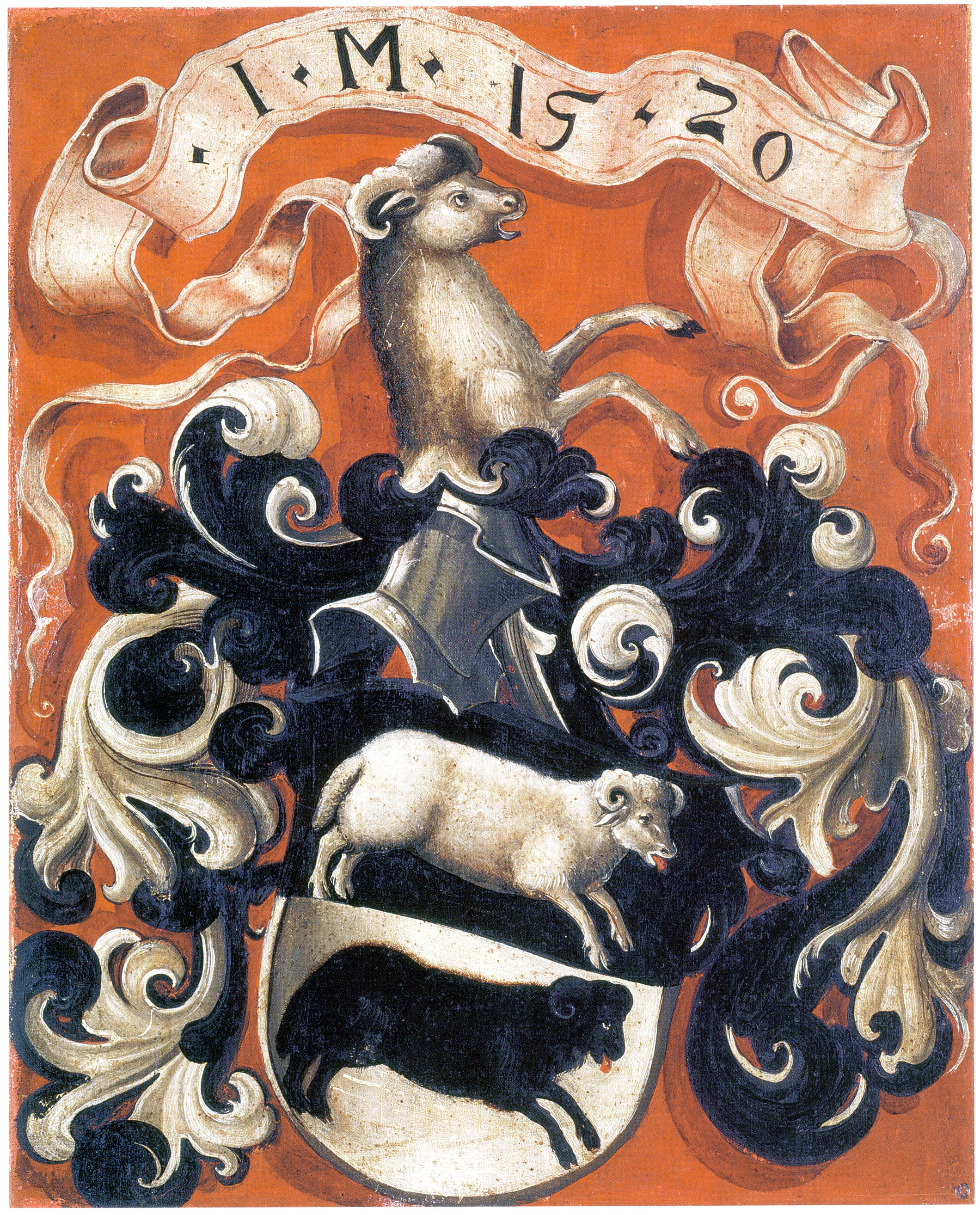
Wappen Jakob Meyers zum Hasen, nachträglich von einem unbekannten Künstler auf der Rückseite der Bildnistafel (siehe oben) ausgeführt

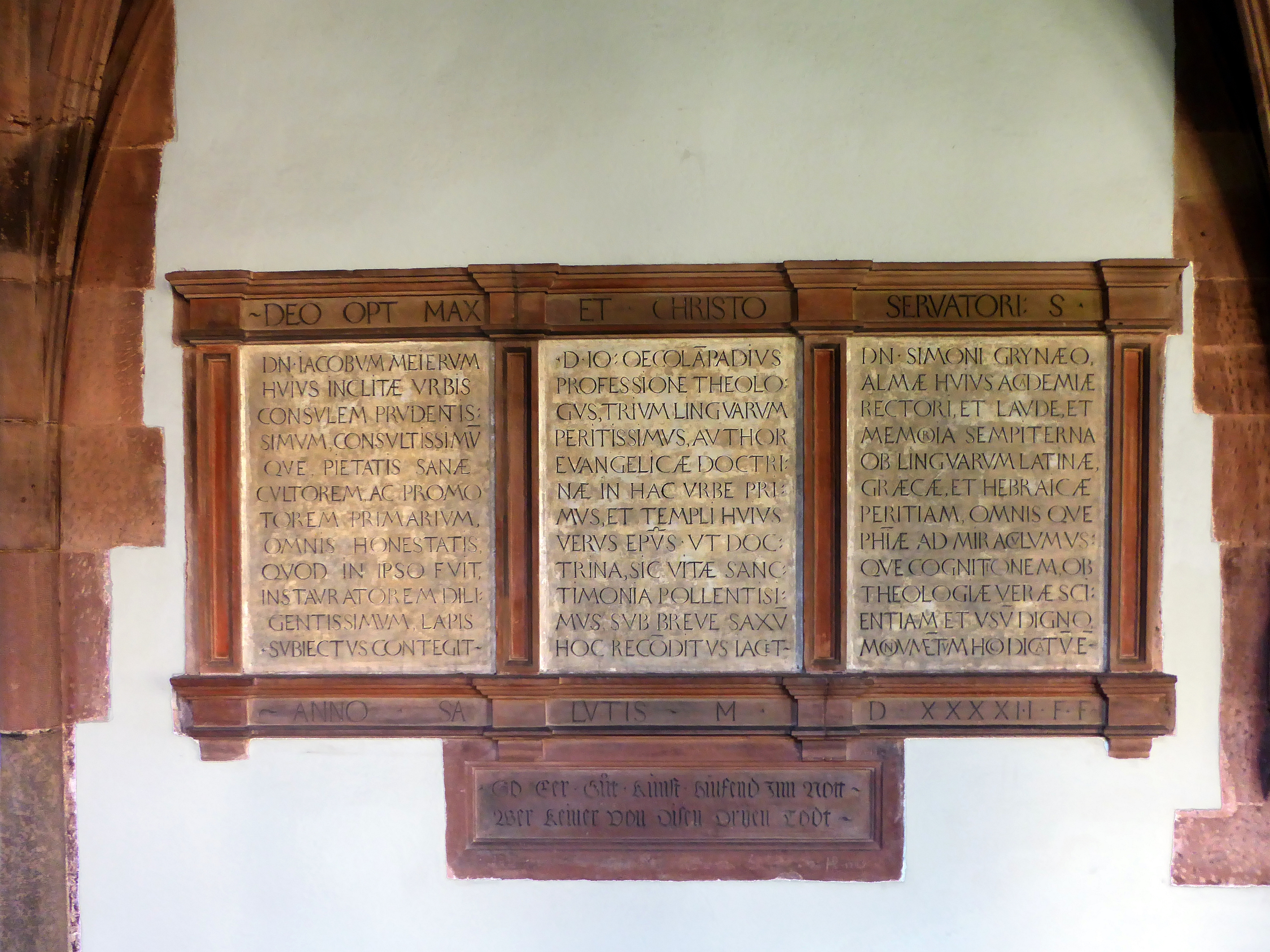
Epitaph im Kreuzgang des Basler Münster für Jakob Meyer zum Hasen, Johannes Oekolampad und Simon Grynaeus

Am Johannistag, dem 24. Juni 1516 wählte das Kieserkollegium Jakob Meyer zum Hasen zum Bürgermeister der Stadt Basel. Er war der erste bürgerliche Bürgermeister aus den Reihen der Zünfte, die seit 1506 im Kieserkollegium vertreten waren, und zu deren Gunsten alle Vorrechte der Adligen und Patrizier, der sogenannten «hohen Stube», beim Zugang zu öffentlichen Ämtern 1515 abgeschafft worden waren. Vermutlich war die Wahl der Anlass, bei Hans Holbein d. J. ein Doppelportrait mit seiner zweiten Ehefrau in Auftrag zu geben. Meyer ist seinem Berufsstand entsprechend als wohlhabender Bürger mit Fingerringen und einer Goldmünze in der Hand abgebildet. Die Goldmünze ist jedoch nicht identifizierbar. Der Kunsthistoriker Nikolaus Meier deutet die Münze auch als Zeichen eines neu entstandenen Geldadels. Jakob Meyer sei ein «homo novus», ein Emporkömmling, gewesen, der durch den Auftrag an Holbein sein Ansehen steigern wollte. Eine andere Interpretation von Christl Auge deutet die Münze als Verweis auf das Privileg der Stadt Basel zur Prägung von Goldgulden, dessen Durchsetzung auf Meyers geschicktes Verhandeln zurückzuführen sei.

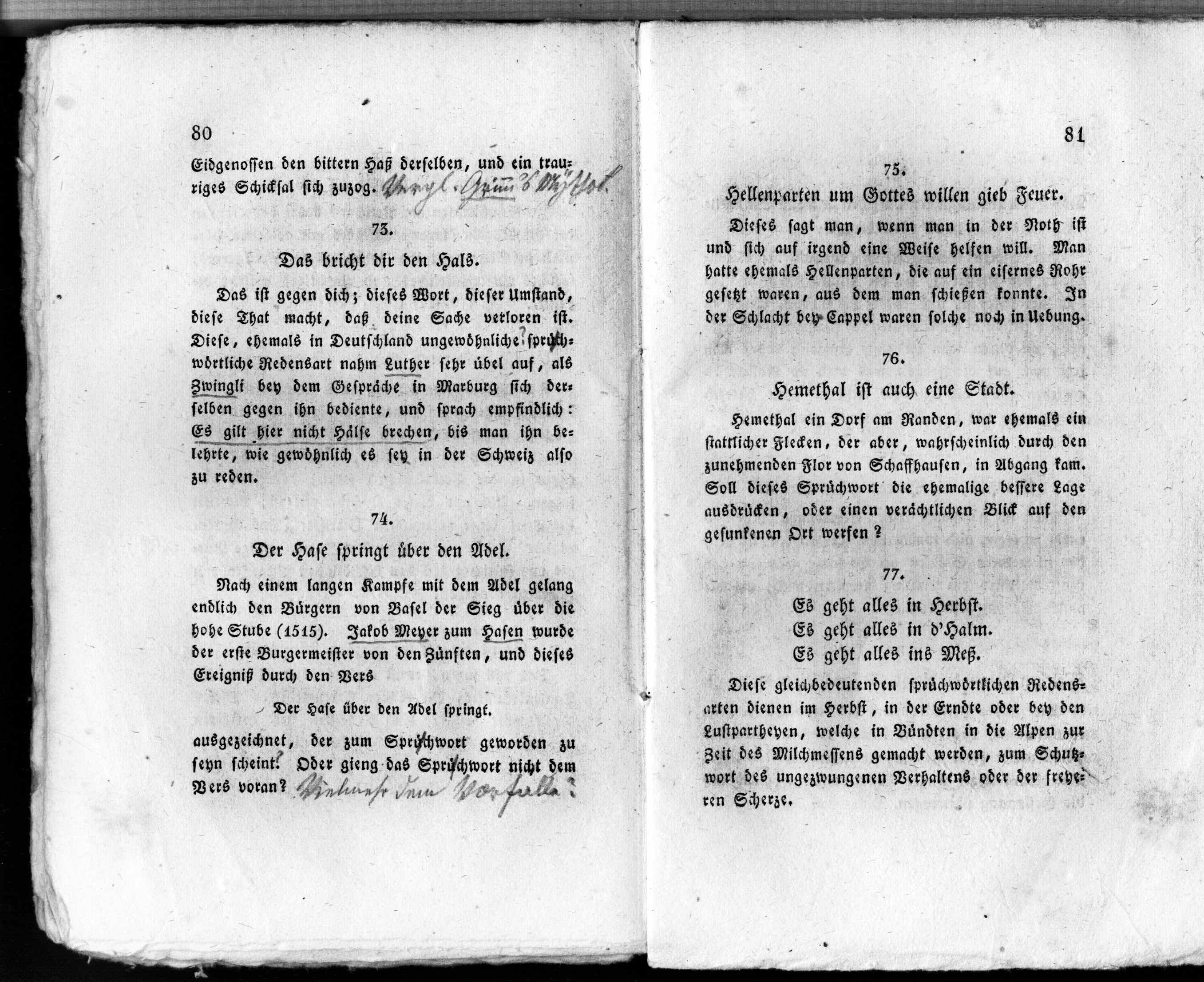
«Der Hase springt über den Adel» – ein Sprichwort, das auf Meyers Wahl zum Bürgermeister zurückgehen soll, erläutert in Kirchhofer: Wahrheit und Dichtung, 1824.

Die 15 Basler Zünfte, in denen seit Mitte des 14. Jahrhunderts der überwiegende Teil der wirtschaftlich selbstständigen männlichen Basler Erwachsenen organisiert war, übernahmen nach der Reformation die politische Macht in Basel. Diese Alleinherrschaft der Zünfte dauerte im Kern noch bis 1798 an. Die Wahl Jakob Meyers zum Bürgermeister kann deshalb, obwohl Meyer selbst Katholik war und sein Amt noch vor der Reformation antrat, als politischer Wendepunkt in der Stadtgeschichte angesehen werden. Das Schweizer Sprichwort «Der Hase springt über den Adel» wird auf Meyers Wahl zurückgeführt.
Meyers Politik war zunächst erfolgreich und sorgte für steigende Einnahmen der Stadtkasse. 1517/18 nahm die Stadt mehr als das Doppelte der durchschnittlichen Einnahmen des vorhergehenden Jahrzehnts ein. Bis 1521 stiegen die Einnahmen immer weiter an. Zeitgenossen wie Pamphilus Gengenbach kritisierten in Flugblättern, die Obrigkeit verkaufe ihre Untertanen für schmutziges «heimlich gelt» wie Vieh ins Ausland.

### Der «Pensionensturm»
1521 verbündete sich Basel exklusiv mit Frankreich. Nachdem Meyer und andere Ratsherren im August 1521 die Annahme privater Pensionen für legal erklärt hatten, kam es im Oktober zu Strassenschlachten zwischen Anhängern des französischen und des kaiserlichen Lagers. Meyer wurde wie fünf weitere Mitglieder des Rates seines Amtes enthoben und verhaftet. Diese Säuberungsaktion, heute als «Pensionensturm» bezeichnet, führte zu einer Umverteilung der Macht innerhalb der verschiedenen politischen Kräfte. In dem zunächst entstandenen Machtvakuum sagte sich der Rat von der bischöflichen Stadtherrschaft los, und die Zünfte konnten die Oberhand im Rat gewinnen. Obwohl formal entmachtet, war Meyer auch nach seiner Amtsenthebung nicht ohne Einfluss. Im Sommer 1522 verklagte er erfolgreich zwei Handwerker und Söldner wegen Beleidigung. Beide mussten ihre Aussagen widerrufen, Meyer für ehrenhaft erklären und eine beträchtliche Geldbusse entrichten.
Trotzdem zog sich Meyer weitgehend auf sein Schloss in Gundeldingen zurück und zog lediglich 1524 noch einmal für Frankreich und den Papst in den Krieg, die 1525 in der Schlacht bei Pavia gegen Karl V. unterlagen. Während der Reformation machte sich Meyer endgültig zum Aussenseiter in der Basler Politik. Der Reformator Oekolampad war 1522 in die Stadt gekommen, die Reformation setzte sich bis 1529 in Basel durch. Meyer hielt jedoch an seinem alten Glauben fest und trat als erklärter Gegner der Reformation auf. Der Auftrag an Holbein im Jahr 1525, ein monumentales Marienbildnis für Meyer zu kreieren, und dies 1528 noch einmal überarbeiten zu lassen, kann ebenfalls in diesem Kontext gesehen werden. Nach dem Erlass der Reformationsordnung am 1. April 1529 wanderte Meyer nach Freiburg im Breisgau aus.
Jakob Meyer zum Hasen starb 1531.

## Meyers Bedeutung als Gönner und Auftraggeber Hans Holbeins d. J.
Schon 1516 hatte Jakob Meyer sich und seine Ehefrau Dorothea Kannengiesser von Hans Holbein porträtieren lassen. Er ist damit einer der frühesten namentlich bekannten Auftraggeber Holbeins. Während Meyers Amtszeit gab der Rat der Stadt Basel bei Holbein am 15. Juni 1521, nur vier Monate vor Meyers Sturz, die Ausmalung des Basler Grossratssaals mit Fresken in Auftrag, die Holbein 1530 vollendete. Der Grossratssaal wurde 1817 abgerissen, weshalb von den Fresken lediglich wenige Fragmente erhalten sind, die sich heute im Kunstmuseum Basel befinden. Ebenfalls erhaltene Vorzeichnungen Holbeins und eine kurz vor dem Abbruch gefertigte Aquarellkopie von Hieronymus Hess zeigen, dass Holbein den Saal mit allegorischen Darstellungen zum Thema Macht und Geld ausgestaltet hatte. Über dem Sitz des Bürgermeisters befand sich eine Justitia, auf deren Schild geschrieben stand: «Oh ihr Regierenden, hütet Euch vor dem Privaten, sorgt euch um das Öffentliche».
Später beauftragte Jakob Meyer Hans Holbein erneut mit einem grossen repräsentativen Gemälde, der sogenannten Darmstädter Madonna (entstanden 1525/26, überarbeitet 1528). Zu diesem Zeitpunkt war Meyer Anführer der katholischen Partei in Basel. Der Auftrag wird deshalb auch als demonstrativer oder sogar provokanter Akt gegen die Reformation gewertet. Allerdings hatte Meyer auch schon zuvor seiner religiösen Überzeugung Ausdruck verliehen, indem er die Basler Kartause Kloster St. Margarethental, im Kleinbasel, mit Beiträgen für Verglasungen bedachte und anlässlich der Primiz des Chronisten der Kartause, Georg Carpentarius, ein Bild stiftete. Meyer liess sich auf dem grossformatigen Gemälde als Stifter zusammen mit beiden Ehefrauen und Tochter abbilden. Die weiteren Figuren deutete man früher als verstorbene Söhne Meyers, heute gelten sie als biblische Figuren, möglicherweise aus der Ikonografie der heiligen Sippe, den Nachkommen der Heiligen Anna. Das Madonnenbildnis diente vermutlich der Ausstattung von Meyers Hauskapelle im Gundeldinger Schloss.

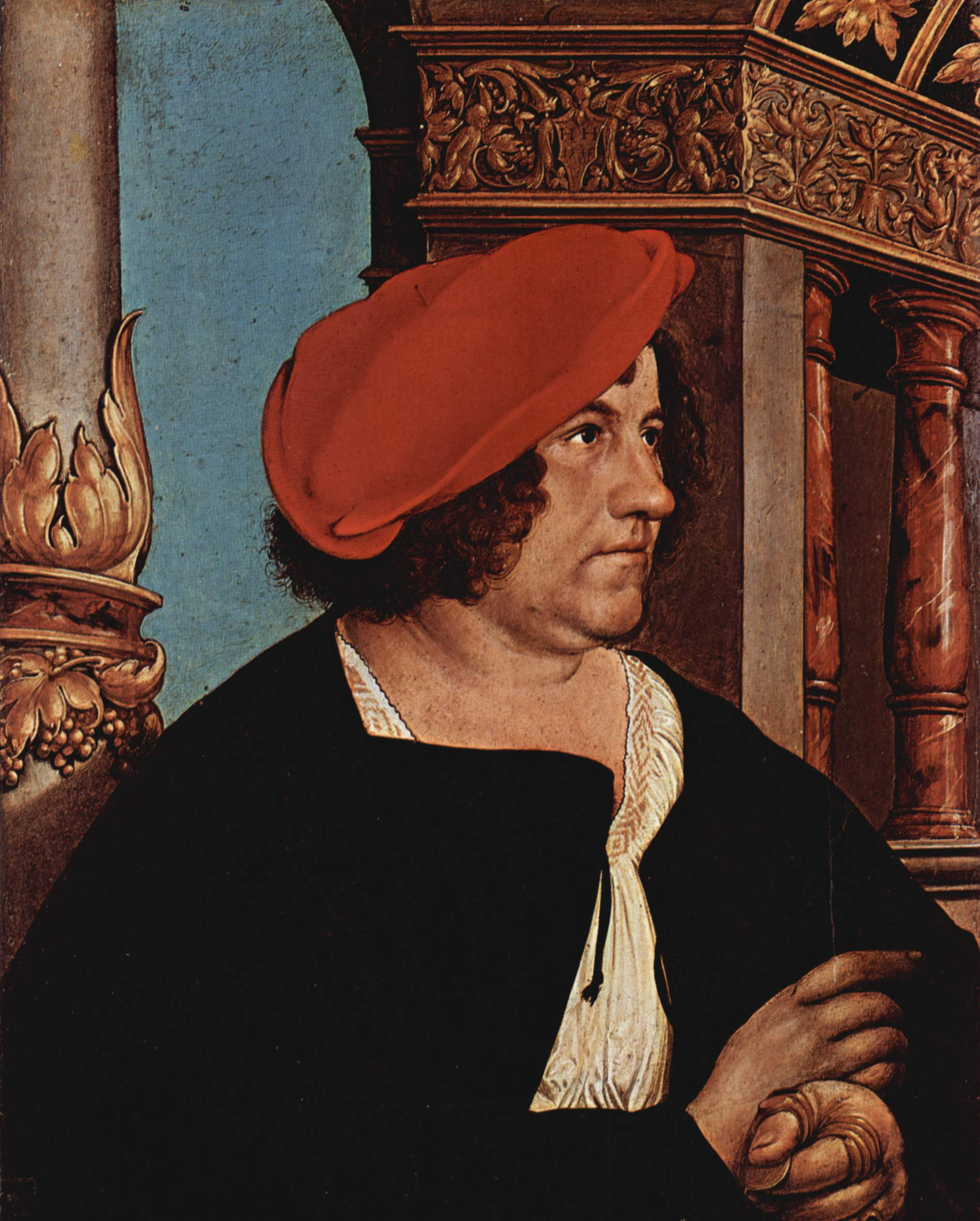
Jakob Meyer zum Hasen, 1516
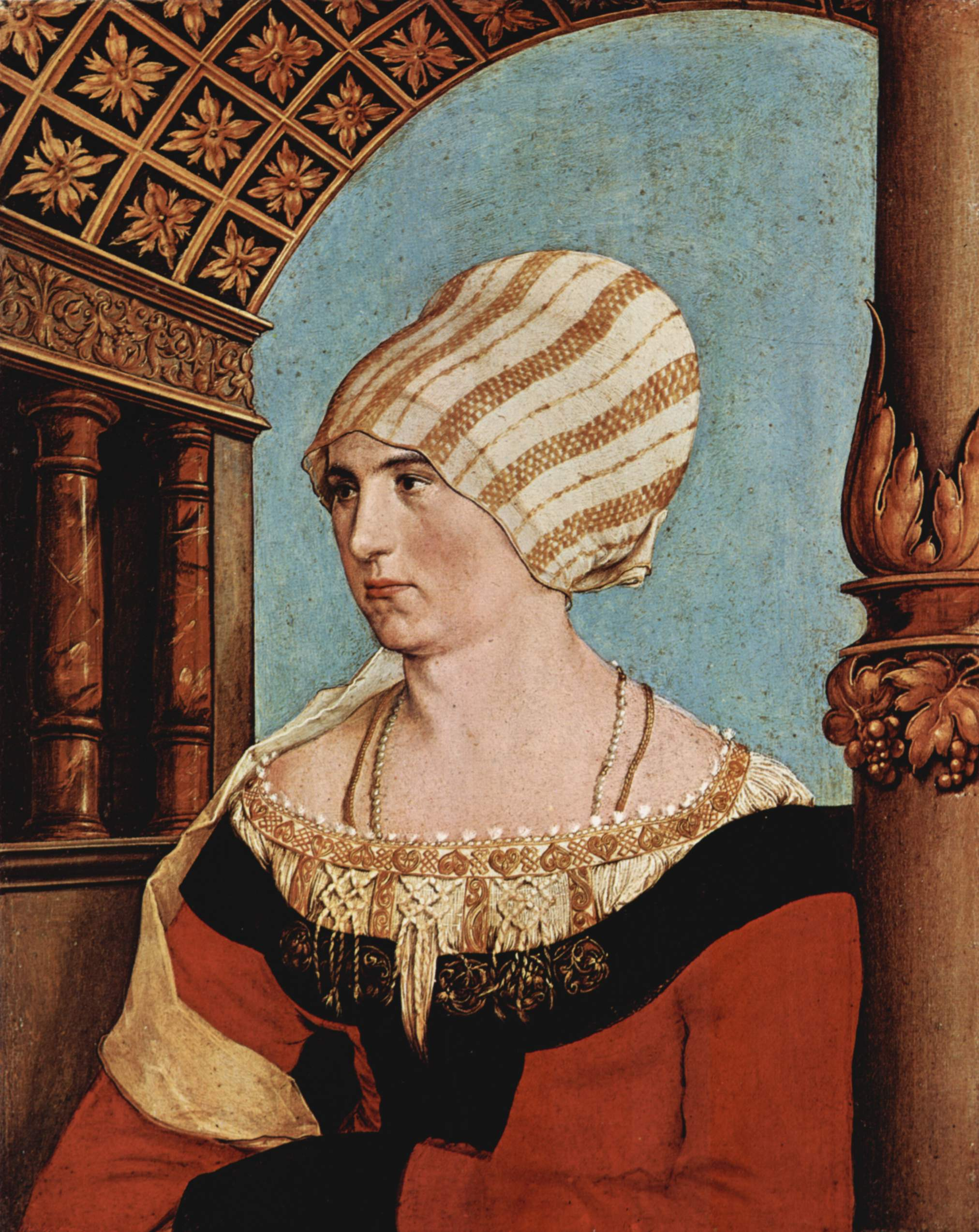
Dorothea Kannengießer, 1516
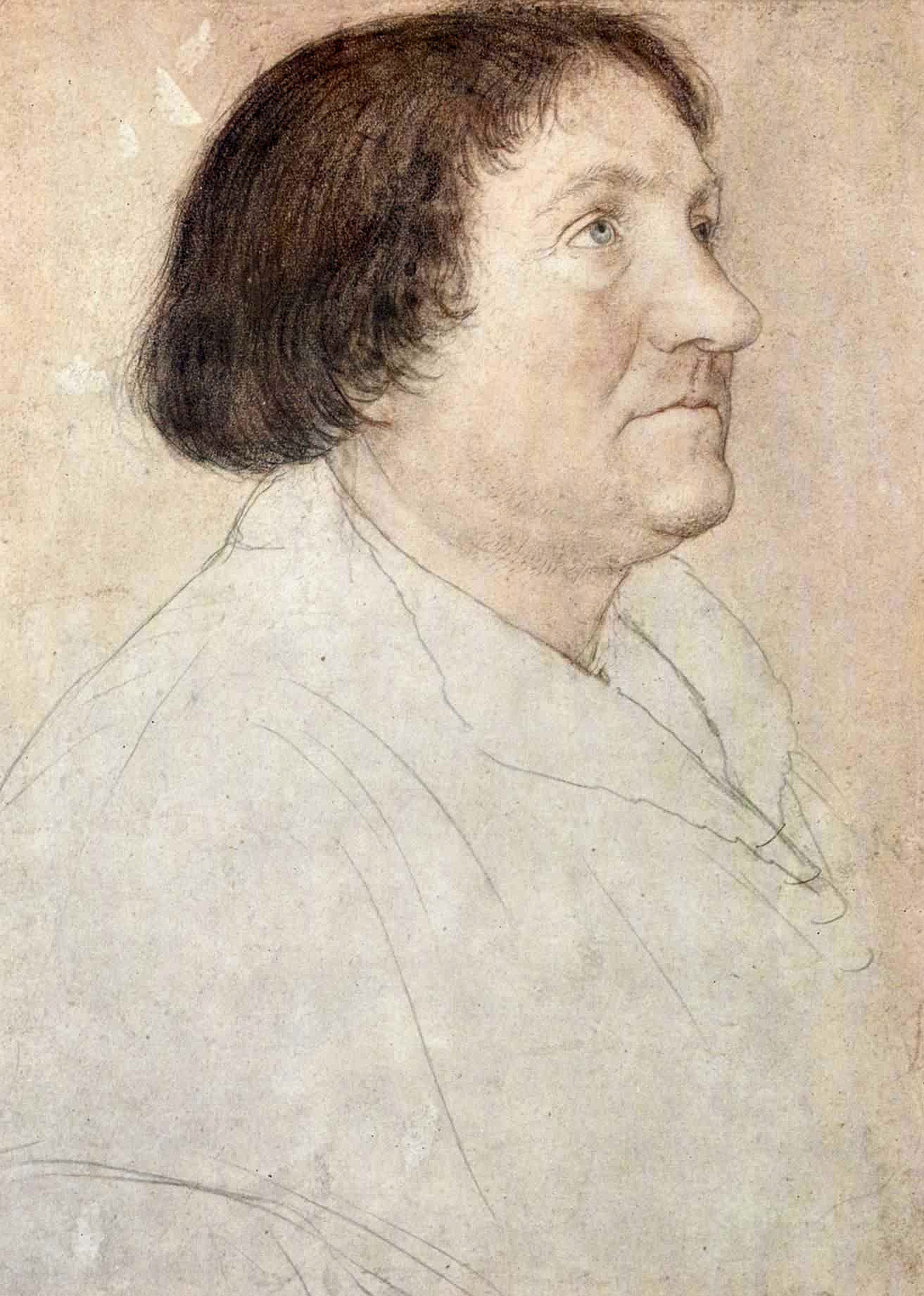
Jakob Meyer zum Hasen, Studie von Hans Holbein für die Darmstädter Madonna
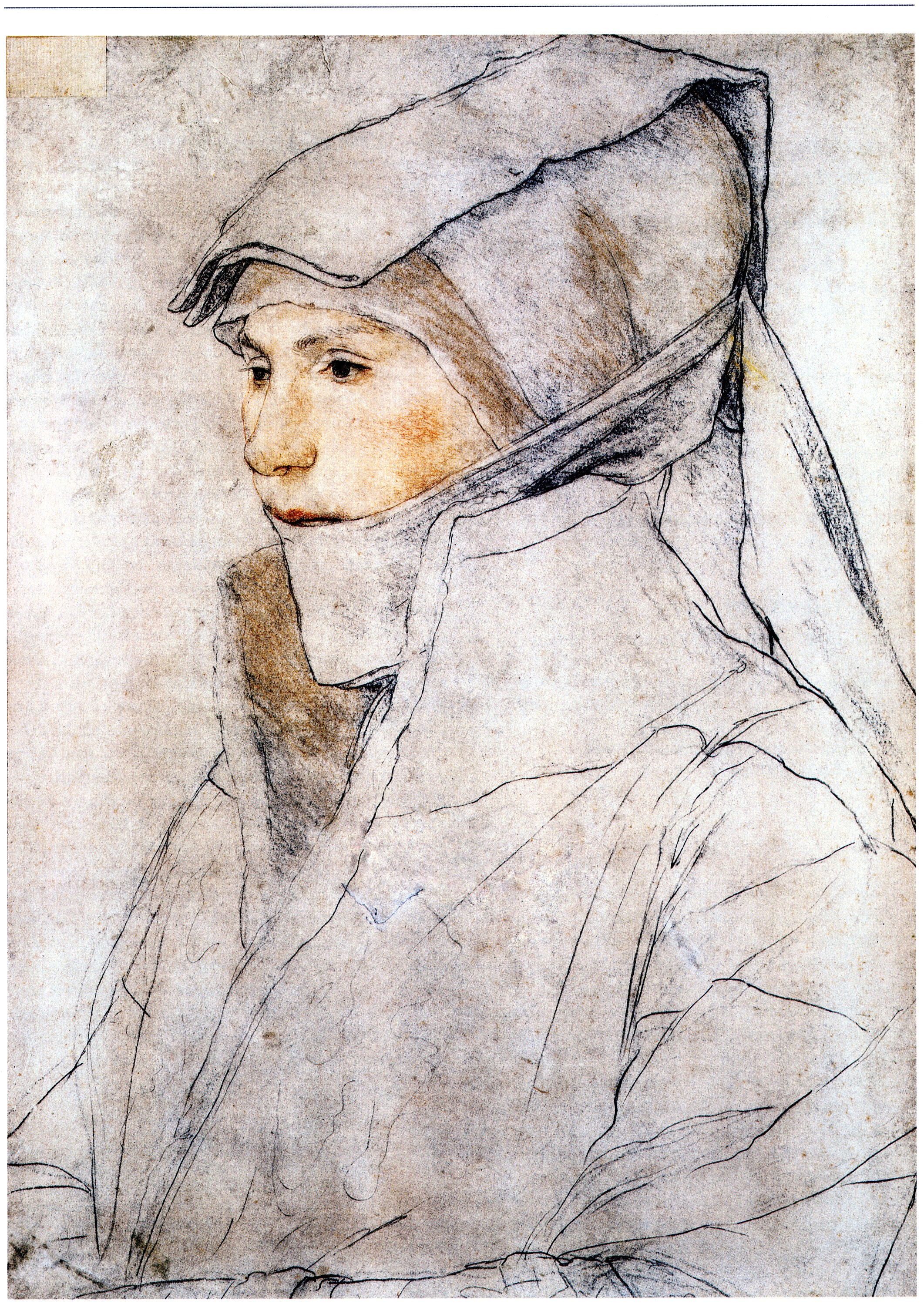
Dorothea Kannengießer, Studie von Hans Holbein für die Darmstädter Madonna
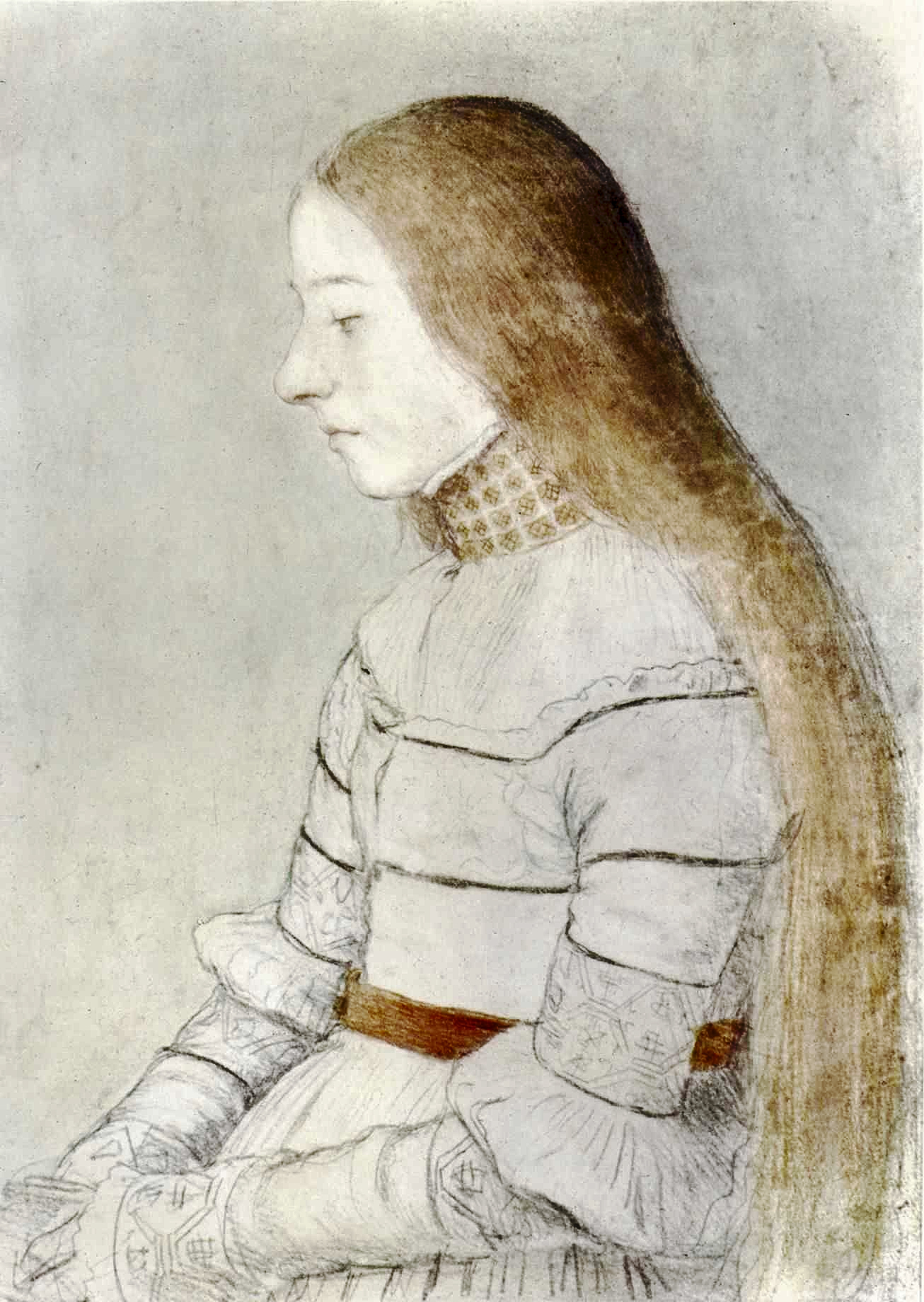
Anna, Tochter des Jakob Meyer zum Hasen, Studie von Hans Holbein für die Darmstädter Madonna
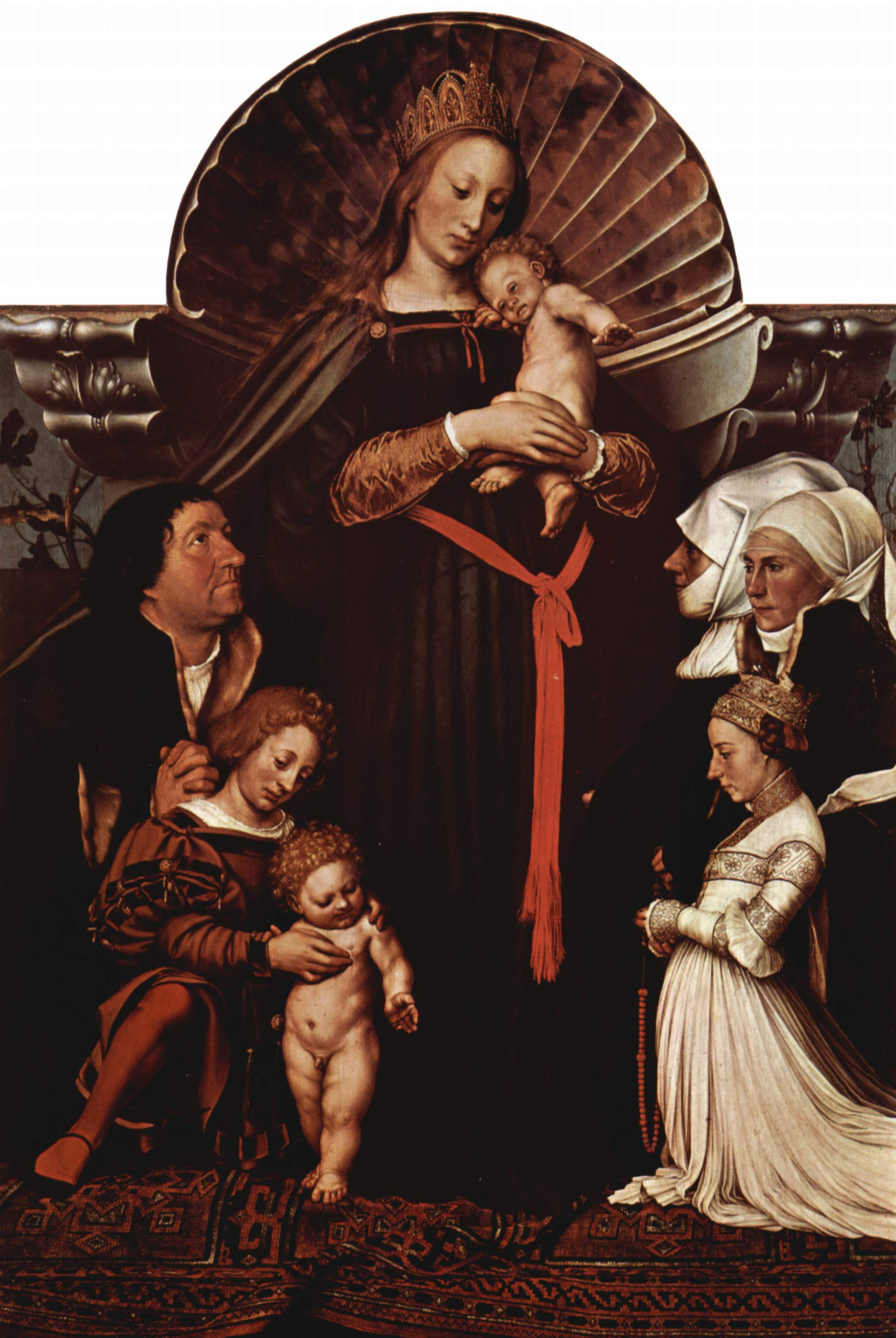
Die Darmstädter Madonna von Hans Holbein d. J., 1525/26, 1528 entstand im Auftrag von Jakob Meyer zum Hasen, der zusammen mit seiner Familie als Stifter dargestellt ist.